# Komor Imre
Komor Imre, született Katzburg Ignác (Budapest, Józsefváros, 1902. április 2. – Budapest, 1966. december 30.) újságíró, lapszerkesztő, történész.

## Élete
Katzburg Miksa (1872–1933) üzleti írnok, ügynök és Goldsand Feige/Felícia (1879–1936) fia. Tizenhat éves korában került kapcsolatba a háborúellenes diákmozgalommal, és 1918-ban a Kommunisták Magyarországi Pártjának alapító tagja lett. A Tanácsköztársaság bukása után Bécsben részt vett a párt illegális munkájának megszervezésében. Közben az egyetemen történeti és filozófiai előadásokat hallgatott. 1920 és 1922 között a KIMSZ lapját, az Ifjú Proletárt szerkesztette. 1922-ben visszatért Magyarországra, s ugyanezen év őszén letartóztatták forradalmi tevékenységéért és a következő évben tizenkét évnyi fegyház-büntetést kapott. 1924-ben azonban fogolycsere útján a Szovjetunióba került, ahol a Marx-Engels Intézet tudományos munkatársaként dolgozott. Hamarosan ismét az osztrák fővárosba ment, ahol a KMP külföldi bizottsága működött, s öt éven át a Deutsche Zentral Zeitung című lap főszerkesztője volt. Távollétében Magyarországon életfogytiglani börtönt kapott. 1925-ben beválasztották a KMP Központi Bizottságába. Az 1930-as években visszatért Moszkvába, ahol a Sztálini diktatúra idején súlyos megpróbáltatások érték. 1948-ban ismét hazatért és a Népszava szerkesztője lett. 1952-től 1955-ig a Szabad Népet, felelős szerkesztőként a Magyar Nemzetet, majd főszerkesztőként a Társadalmi Szemlét szerkesztette. Élete utolsó éveiben nyugdíjasként a Magyar Nemzet munkatársa volt. Halálát szívkoszorúér elzáródás okozta.
Felesége Rosner Gerta (1903–1973) volt, akit 1927-ben Moszkvában vett nőül.
A Fiumei úti sírkert Munkásmozgalmi Panteonjában helyezték végső nyugalomra. Sírjánál Szerényi Sándor a budapesti kommunisták, Siklósi Norbert az újságírótársadalom és Benedikt Ottó a barátok és hozzátartozók nevében búcsúzott az elhunyttól.